# Centro Excursionista Brasileiro
Centro Excursionista Brasileiro (CEB) é um clube de montanhismo localizado na cidade do Rio de Janeiro, capital do estado brasileiro do Rio de Janeiro. É um dos componentes da FEMERJ. 

## História
Realizar atividades de montanhismo (caminhadas e escaladas) foi o que motivou um grupo de pessoas a criar, em 1919, o Centro Excursionista Brasileiro (CEB). O clube é pioneiro no Brasil e  um dos mais antigos das Américas. O CEB possui associados de todas as idades. Em todos os finais de semanas há variadas atividades na montanha, criando um ambiente esportivo de alto nível. 
Segundo Waldecy Lucena, em seu livro "História do Montanhismo no Rio de Janeiro", ao CEB não cabe só o papel de ter sido o primeiro clube fundado no Brasil, mas, sobretudo, o responsável pela formação do perfil do excursionismo no país.
Em 3 de maio de 1919, foi realizado um Raid que começou na estação de Madureira, subúrbio do Rio de Janeiro e terminou em Petrópolis, em local próximo a estação rodoviária da cidade. Ao final do relatório dessa caminhada, aparece pela primeira vez, o nome Centro Excursionista Brasileiro, que segundo as palavras de um de seus fundadores, Alberto Fleishauer, o intuito seria fundar "...uma sociedade para facilitar o brasileiro a conhecer o Brasil, propagando-o no exterior, quando possível".
O Centro Excursionista Brasileiro(CEB) foi fundado em 1º de novembro de 1919 e sua primeira excursão oficial foi uma travessia Gávea-Tijuca, via Furnas, em 23 de novembro de 1919.
“Quereis conhecer as belezas do nosso torrão? – Vinde em nossa companhia.” ( Lema do CEB )
A partir da década de 1930, as andanças do CEB atingiram um novo patamar. Conquistas memoráveis foram realizadas nessa época. A famosa travessia Petrópolis-Teresópolis, conquistada em 1932, é uma das mais tradicionais do país. A Agulha do Diabo foi uma conquista que levou 3 anos para ser concluída, terminando em 1941. O nome da montanha se deve ao fato de, à época do batizado, já existirem montanhas demais com nome de santo naquela parte. 
O CEB adota como símbolo o desenho do Dedo de Deus, cujo contorno reproduz com nitidez uma mão apontando o indicador para o céu, e de parte das montanhas vizinhas em silhueta na cor verde, como representativa da primeira ascensão àquela montanha feita por José Teixeira Guimarães (chefe da expedição) e os irmãos Américo de Oliveira - Acácio, Alexandre e Raul Carneiro, em 9 de abril de 1912, considerada como o marco inicial da escalada no Brasil.

## Ligação externa
- CEB Site do CEB